# Comuna de Przasnys
Przasnysz (polaco: Gmina Przasnysz) é uma gminy (comuna) na Polónia, na voivodia de Mazóvia e no condado de Przasnyski. A sede do condado é a cidade de Przasnysz.
De acordo com os censos de 2004, a comuna tem 7189 habitantes, com uma densidade 39,1 hab/km².

## Área
Estende-se por uma área de 183,91 km², incluindo:
- área agricola: 78%
- área florestal: 16%

## Demografia
Dados de 30 de Junho 2004:
|                      | Total   | Total | Mulheres | Mulheres | Homens  | Homens |
| -------------------- | ------- | ----- | -------- | -------- | ------- | ------ |
|                      | pessoas | %     | pessoas  | %        | pessoas | %      |
| População            | 7189    | 100   | 3535     | 49,2     | 3654    | 50,8   |
| Densidade (pop./km²) | 39,1    | 100   | 19,2     | 19,2     | 19,9    | 19,9   |

De acordo com dados de 2002, o rendimento médio per capita ascendia a 1168,96 zł.

## Subdivisões
- Bartniki, Bogate, Cierpigórz, Dębiny, Dobrzankowo, Emowo, Fijałkowo, Golany, Gostkowo, Góry Karwackie, Grabowo, Karwacz, Kijewice, Klewki, Leszno, Lisiogóra, Mchowo, Mchówko, Mirów, Nowe Helenowo, Obrąb, Oględa, Osówiec Kmiecy, Osówiec Szlachecki, Sątrzaska, Sierakowo, Stara Krępa, Stare Helenowo, Szla, Trzcianka, Wielodróż, Wyrąb Karwacki, Zakocie, Zawadki.

## Comunas vizinhas
- Czernice Borowe, Jednorożec, Krasne, Krzynowłoga Mała, Płoniawy-Bramura, Przasnysz